# Кривозуби кит
Кривозуби кит (лат. Mesoplodon layardii, енгл. strap-toothed whale) је сисар из инфрареда китова и породице Ziphiidae. 

## Распрострањење
Врста има станиште у Аргентини, Аустралији, Бразилу, Јужноафричкој Републици, Новом Зеланду, Уругвају и Чилеу.
ФАО рибарска подручја (енгл. FAO marine fishing areas) на којима је ова врста присутна су у југозападном Атлантику, југоисточном Атлантику, Атлантику у подручју Антарктика, западном Индијском океану, источном Индијском океану, јужном Индијском океану и Индијском океану у подручју Антарктика, југозападном Пацифику и југоисточном Пацифику.

## Станиште
Станиште врсте су морски екосистеми.

## Угроженост
Подаци о распрострањености ове врсте су недовољни.

### Популациони тренд
Популациони тренд је за ову врсту непознат.